# Кристина Бела
Кристина Бела (на английски: Cristina Bella) е артистичен псевдоним на унгарската порнографска актриса Кристина Сегеди (на английски: Krisztina Szegedi; на унгарски: Szegedi Krisztina), родена на 29 ноември 1981 г. в град Кечкемет, област Бач-Кишкун, Унгария.

## Кариера
Дебютира като актриса в порнографската индустрия през 1999 г., когато е на 18-годишна възраст.
През 2004 г. Кристина Бела дебютира като актриса и в игралното кино с роля в испанския филм „Курва“, в който участват и актрисите Дарил Хана и Дениз Ричардс, както и други порнографски актриси като Ийв Ейнджъл, Дора Вентер, Рита Фалтояно, Британи Андрюс и други.
Участва на редица еротични изложения, сред които „Ерос шоу“ през 2011 г. в Букурещ, Румъния.

## Награди и номинации
Носителка на индивидуални награди
- 2003: Ninfa награда на Международния еротичен филмов фестивал в Барселона за най-добра звезда.[5]
- 2011: Унгарски порнооскар за най-добра порнозвезда.[6]

Номинации за индивидуални награди
- 2005: Номинация за AVN награда за чуждестранна изпълнителка на годината.[7]
- 2007: Номинация за AVN награда за чуждестранна изпълнителка на годината.[8]